# Cortázar y los libros
Cortázar y los libros es un libro del escritor y periodista español Jesús Marchamalo, publicado en 2011 por Fórcola Ediciones.
Tal y como menciona el prólogo, escrito por el amigo del autor, Javier Gomá, el libro corresponde a un paseo descriptivo y sucinto por algunas de las anotaciones en los más de cuatro mil libros que conformaron la biblioteca personal del escritor Julio Cortázar, que permanecieron en su apartamento de la calle Martel en París hasta su muerte, tras la cual fueron donados por su esposa Aurora Bernárdez a la Fundación Juan March, en Madrid.
El libro está dedicado a otro amigo de Marchamalo, el editor, escritor y crítico literario mexicano Gonzalo Celorio.

## Estructura
El libro está precedido por un prólogo escrito por Javier Gomá, al que luego le suceden siete secciones o capítulos, algunos de los cuales se subdividen a su vez en subsecciones.

### Prólogo
Gomá se refiere a la admiración de Jesús Marchamalo por los libros de Julio Cortázar, sobre cómo ambos comparten el mismo fetichismo por los libros, y lo mucho que al primero le divertía del segundo sus extravagancias y su manera de vivir la realidad como un juego. Gomá destaca lo ameno de la escritura de Marchamalo, quien suele escribir «metalibros», es decir, libros que hablan de libros. De éste en particular agradece su riqueza de fotografías e ilustraciones. Tras hablar de manera general de la biblioteca personal de Cortázar, resalta el hecho que más de quinientos de sus libros están dedicados al escritor por sus respectivos autores; que particularmente los de Borges carecen de dedicatorias y anotaciones, y que no figuran algunos de los clásicos contemporáneos a éste, como Delibes o Cela.

### «Los libros de la Rue Martel»

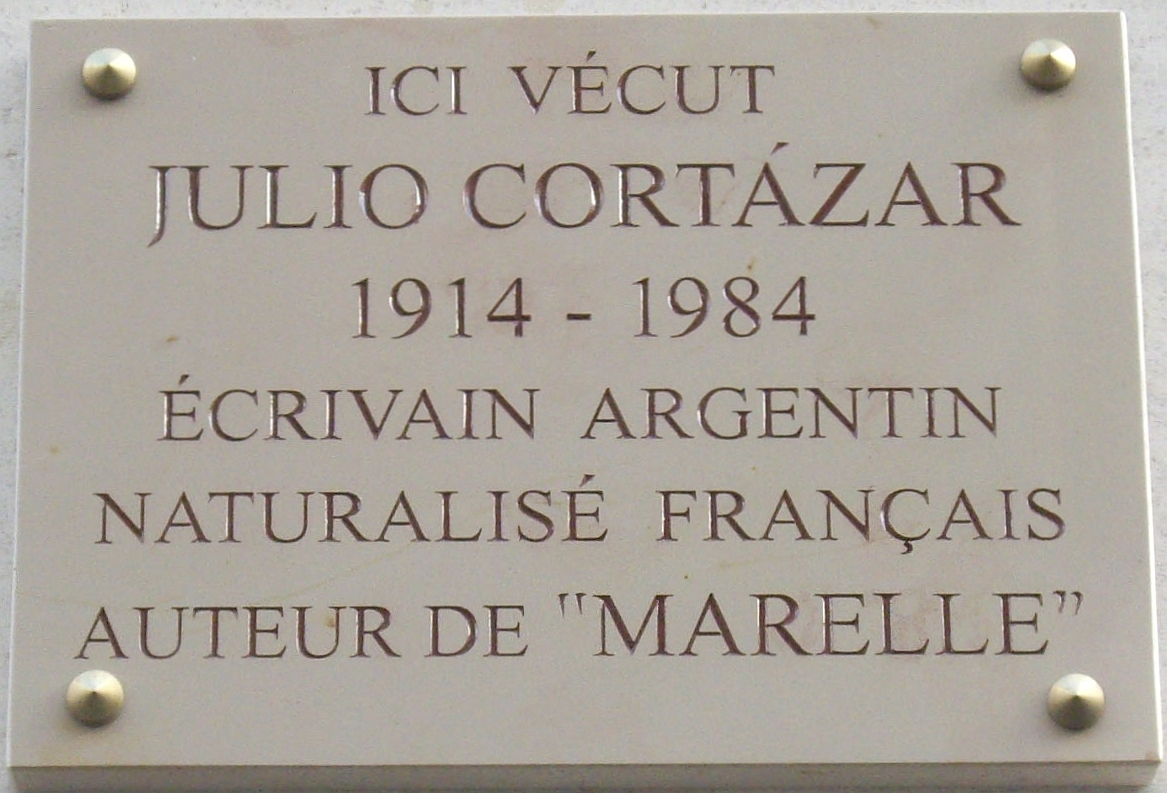
Placa conmemorativa en la calle Martel de París

Tras explicar que nunca conoció personalmente a Cortázar, Marchamalo describe la casa de éste en la Rue Martel tal y como se la describieron, cómoda, pequeña, con una gran colección de libros y álbumes. Evitando entrevistarse con quienes lo conocieron, opta por bucear por las numerosas anotaciones de sus libros, hallando sus descubrimientos por obra del azar.

### «Drácula con reloj»
Sobre la manía de Cortázar por firmar sus libros y escribir el lugar donde los compró; sus diversos dibujos en páginas y portadas —como en el libro Drácula de Bram Stoker donde al protagonista le dibuja gafas, barba y un reloj de pulsera—; sus innumerables anotaciones, consistentes en observaciones entusiastas —por ejemplo a Carlos Fuentes—, de rechazo —por ejemplo a frases de Octavio Paz, Cernuda o Goytisolo—, o bien minuciosas correcciones de erratas —por ejemplo, un poema de Alejandra Pizarnik; una autobiografía póstuma de Pablo Neruda editada por Miguel Otero Silva y Matilde Urrutia; un ejemplar de Cernuda revisado por Emilio Prados; un prólogo de él mismo para Silence des yeux de Juan Gelman; o en particular Paradiso, del cubano Lezama Lima, un gran amigo suyo que conoció en persona y que le dedicó afectuosamente varios libros, que conservaba en su biblioteca llenos de anotaciones—. En una subsección titulada «Tapicerías infinitas», Marchamalo profundiza en algunas dedicatorias y anotaciones en los libros de Lezama Lima.

### «El vampiro lector»
Sobre la división en dos secciones que hizo la Fundación Juan March de los libros de Cortázar: una con sus libros de historia, filosofía —incluyendo esoterismo y religión— y arte —monografías, catálogos de exposiciones y libros de artistas—; y la otra, más amplia, con obras literarias: poemarios, novelas, ensayos literarios, biografías, y numerosos libros de vampiros y fantasmas, a los que el escritor argentino era aficionado. Marchamalo también muestra ejemplos de dibujos y dedicatorias obsequiados a Cortázar por algunos amigos pintores, como Luis Seoane, Julio Silva, Luis Tomasello, Eduardo Jonquières o Chumy Chúmez.
Luego se refiere a la influencia del profesor argentino Arturo Marasso en el interés de Cortázar por la lectura de los antiguos clásicos, de los cuales también poseía varios libros con diversas anotaciones.
En una subsección titulada «El niño que leía demasiado», se refiere a su inusual capacidad de lectura desde la niñez, que llegó a generar preocupación en su madre, su director de colegio y un médico; así como a su precocidad como escritor, que llevó a un Cortázar de nueve o diez años a escribir obras de una calidad tal que su familia dudó de su autoría. Más tarde, a los diecinueve años, quedó deslumbrado con la lectura de Opio: diario de una desintoxicación, de Jean Cocteau, traducido por Julio Gómez de la Serna y con un prólogo de su hermano Ramón, libro que lo acompañaría por el resto de su vida, y en el cual fue escribiendo varias anotaciones a lo largo de los años.
También llama la atención de cómo Cortázar solía escribir sus anotaciones en los libros en el idioma en el que estos estaban escritos: castellano, francés, inglés o alemán, aportando ejemplos en obras de T. S. Eliot, André Bretón, Octavio Paz, una especialmente demoladora en uno de Elena Garro, y otras de sus admirados Cocteau y John Keats, este último uno de sus poetas favoritos. Marchamalo también encuentra dos dedicatorias falsas, escritas como bromas: una en un libro de Cocteau, y otra en uno de Thomas de Quincey.

### «El lector caprichoso»

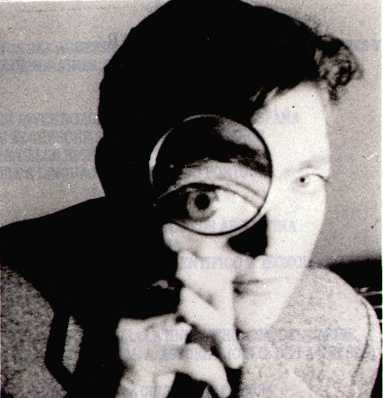
Julio Cortázar en 1967

Sobre algunos libros que a juzgar por sus dedicatorias, pertenecieron a otros escritores, como Vargas Llosa, Alejandra Pizarnik o García Márquez; otros en cuyo interior hay distintos tipos de recuerdos —papeles, recortes, fotografías, billetes, flores secas— y una versión del poema de Borges In memoriam A.R., publicado con algunas variaciones en el libro El hacedor. También habla acerca de los casi veinte libros que tiene de este último, casi sin anotaciones y ninguno de ellos dedicado, salvo Crónicas de Bustos Domecq, escrito a dúo con Bioy Casares y dedicado a Cortázar por este último. Pese a sus diferencias políticas insalvables, Borges y Cortázar siempre se profesaron una mutua admiración.
En una subsección titulada «El orden alfabético», Marchamalo explica que si bien actualmente los libros están ordenados alfabéticamente, hay indicios de que originalmente Cortázar haya tenido al menos algunos ordenados por autor. La biblioteca incluye obras de varios de los autores considerados imprescindibles del siglo XX, tales como Fitzgerald, Forster, Faulkner, Salinger, Hemingway, Carroll, Nabokov, Yourcenar, Musil, Calvino, Dostoyevski, Macedonio Fernández, Cernuda, Salinas —con muchas anotaciones entusiastas—, Lorca, Neruda, entre varios otros; aunque también posee notorias ausencias, como Camus, Duras, Beauvoir, Maupassant, Tolstói, Turguéniev, Delibes, Matute, Cela, Aldecoa, Umbral, Uslar Pietri o Puig. Estas ausencias quizás puedan deberse a que el escritor solía donar frecuentemente libros a bibliotecas públicas, y otros los perdía en viajes y mudanzas.

### «Un sueño para el verano y otro para el invierno»
Sobre la docena de poemarios de Alejandra Pizarnik, cuyas dedicatorias dan cuenta del enorme cariño y la estrecha relación que tenía con Cortázar y su esposa Aurora Bernárdez, así como de su propio deterioro mental, que acabó en el suicidio.

### «Cariño no literario»
Sobre otras dedicatorias, de las más de quinientas que figuran en sus libros: de Augusto Monterroso, Virgilio Piñera, Juan Carlos Onetti —en 1974, Cortázar junto a Borges, Bioy Casares y Octavio Paz pidieron su liberación, luego que fuera encarcelado por deliberar en favor del cuento El guardaespaldas de Nelson Marra, con traumáticas consecuencias—, Elena Poniatowska, Gonzalo Rojas, José-Miguel Ullán, José Manuel Caballero Bonald, Cintio Vitier, José María Guelbenzu, José Ángel Valente, Félix Grande y Juan Gelman.
En una subsección titulada «Tres amigos», indaga en las dedicatorias de su amigo Octavio Paz, de quien Cortázar tenía prácticamente todas sus obras, varias de ellas con numerosas anotaciones críticas. Los otros dos amigos a los que se refiere Marchamalo son Pablo Neruda y Carlos Fuentes, de los que habla en la subsección siguiente, «Te confundes Pablo»: en las obras del primero, salvo por Confieso que he vivido, prácticamente no hay anotaciones, mientras que del segundo, el ensayo La nueva novela hispanoamericana está repleto de comentarios.

### «El últimoround»
Escribiendo desde la misma biblioteca, Marchamalo escribe acerca de algunos temas que se ha dejado pendientes: la temprana afición de Cortázar por el boxeo, deporte sobre el cual hay un libro en la sección de arte; la frase «Lima la horrible» en una dedicatoria de Vargas Llosa, tomada del título de una obra de Sebastián Salazar Bondy; nombres de escritores que se le vienen a la mente y se pregunta si estarán o no en la biblioteca —no están Baroja, Galdós; sí están Machado, Conrad, Connolly, Whitman, Hölderlin, un único tomo de Virginia Woolf, Valle-Inclán, a quien destroza en sus anotaciones—. Sobre algunos dibujos geométricos formados por líneas y espirales, como en obras de Pauline Réage y Anaïs Nin.
En una subsección titulada «La esvástica en Humor noir», se refiere a curiosas anotaciones en el libro Anthologie de l'humour noir de André Breton, y a una primera y rara edición de Celestino antes del alba de Reinaldo Arenas. También menciona comentarios en la obra de teatro Los siete contra Tebas del cubano Antón Arrufat, ganadora de un premio otorgado por la Unión de Escritores y Artistas Cubanos pero considerada contraria a la Revolución cubana, a la que adhería Cortázar. Continúa buscando y encuentra libros de Arreola, ocho de Bioy, Dinesen, Graves, Lispector y Góngora; dos Ulises de Joyce, Mallarmé; mucho de Poe, Rilke, Rimbaud y Vallejo; Verlaine, Ginsberg, Pound, Valente.
Acaba el capítulo con firma en Madrid, el 27 de abril de 2011, seguido por una breve nota de agradecimientos.